# Zagłada Żydów w Estonii
Holocaust w Estonii – prześladowanie i zagłada Żydów przez władze III Rzeszy na terytorium okupowanej Estonii; część ogólnego planu zagłady Żydów przez nazistów oraz ich sojuszników. Niekiedy do Holocaustu na terenie Estonii zaliczana jest również zagłada tamtejszych Romów.
W Estonii zamordowano od 7,5 tys. do 8,5 tys. Żydów (963 z grupy ludności miejscowej, pozostali pochodzili z innych krajów) oraz od 400 do tysiąca Romów. Ogółem według oficjalnych danych Ministerstwa Spraw Zagranicznych Estonii w czasie niemieckiej okupacji na terytorium państwa zostało zamordowanych około 8 tys. mieszkańców Estonii oraz 20 tys. mieszkańców innych państw, w tym radzieccy jeńcy wojenni.
57% Żydów mieszkających w przedwojennej Estonii zdołało się ewakuować przed nadciągającymi wojskami niemieckimi, 10% zesłano w ramach represji stalinowskich jeszcze przed rozpoczęciem okupacji niemieckiej, 11% odbywało służbę wojskową, natomiast 22% pozostało w granicach republiki i zostało zgładzonych.

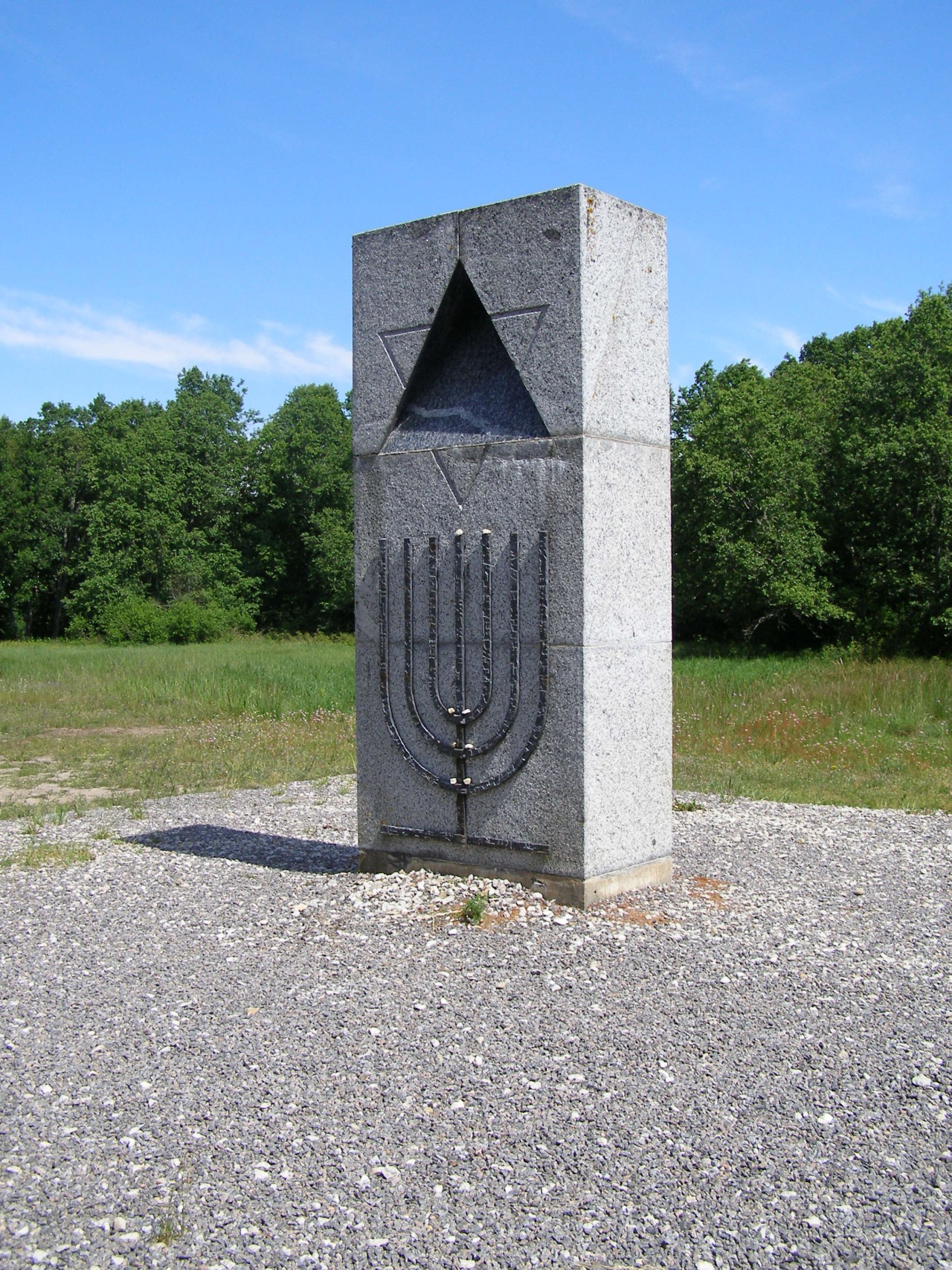
Pomnik ofiar Holocaustu w obozie Klooga, odsłonięty 24 lipca 2005

## Żydzi w przedwojennej Estonii
Spis ludności z 1934 wykazał, iż w Estonii zamieszkuje 4381 Żydów, co stanowiło 0,4% ludności. Z tej grupy w Tallinnie mieszkało 2203 Żydów, 920 przedstawicieli tego narodu odnotowano natomiast w Tartu. 57,4% Żydów zajmowało się handlem, 30,7% pracowało w przemyśle bądź było zatrudnionych w rzemiośle, zaś 9,9% stanowili przedstawiciele wolnych zawodów. Istniał szereg żydowskich organizacji społecznych, politycznych i sportowych. W 1940, po aneksji Estonii przez Związek Radziecki, organizacje te zostały zlikwidowane. Wielu Żydów ucierpiało w wyniku przeprowadzonej wówczas nacjonalizacji.
Historycy Anton Weiss-Wendt oraz Meelis Maripuu stwierdzają, iż okupacja Estonii przez Związek Radziecki pociągnęła za sobą wzrost niechęci Estończyków do Żydów. Maripuu wiąże to z aktywnym uczestnictwem części Żydów w polityce władzy radzieckiej. Weiss-Wendt uważa zaś, iż proces ten zachodził głównie z powodu obsadzenia szeregu stanowisk średniego i wyższego szczebla przez Żydów z obszaru ZSRR. Jednocześnie Weiss-Wendt stwierdza, iż większość Żydów bała się bolszewików w takim samym stopniu, jak i nazistów.
14 czerwca 1941 439 estońskich Żydów zostało wysiedlonych (wraz z Estończykami i przedstawicielami innych narodowości) w oddalone regiony Związku Radzieckiego. Liczba wysiedlonych stanowiła 10% całej ówczesnej żydowskiej ludności Estonii. W ujęciu procentowym ludność żydowska ucierpiała w wyniku radzieckich represji nawet bardziej niż Estończycy. Część skazanych na zesłanie Żydów uniknęła późniejszej zagłady z rąk okupantów niemieckich, który to los przypadł w udziale ich pobratymcom, część jednak poniosła śmierć w radzieckich więzieniach i obozach.

## Przebieg Holocaustu
Holocaust w Estonii dzielony jest na trzy etapy:
- zagłada miejscowych Żydów (sierpień 1941 – styczeń 1942);
- egzekucje Żydów zwożonych do Estonii z innych państw (wiosna 1942 – wiosna 1943, przeprowadzane głównie w Kalevi-Liiva);
- wykorzystywanie zwożonych do Estonii Żydów do prac przymusowych w obozach koncentracyjnych na północnym wschodzie kraju oraz następująca po nich fizyczna likwidacja (wiosna 1943 – wiosna 1944).

### Niemiecka okupacja
22 sierpnia 1941 niemieckie wojska rozpoczęły okupację Estonii i zajęły ją w całości na początku września. Do tego czasu około 2–3 tys. estońskich Żydów (około ⅔ żydowskiej ludności Estonii) zdołało ewakuować się w głąb ZSRR. Dane Sicherheitspolizei mówią o tym, iż w okupowanej Estonii pozostało 921 Żydów (468 mężczyzn i 453 kobiety), raporty Einsatzgruppen mówiły zaś o 963 osobach; według współczesnych historyków liczba ta wynosiła od 950 do 1 tys. osób.
Pozostający nadal w Estonii Żydzi zamieszkiwali przede wszystkim w Tallinnie, Tartu oraz Parnawie. Według Antona Weiss-Wendta na podjętą przez nich decyzję o pozostaniu w Estonii wpłynęło kilka czynników, takich jak słabe rozeznanie w kwestii prześladowania Żydów przez nazistów oraz pamięć o czasach I wojny światowej, w czasie której Niemcy traktowali Żydów zupełnie poprawnie. Niektóre ofiary stalinowskich represji uważały nawet, iż nadejście Niemców może wyłącznie poprawić ich sytuację.
11 września 1941 władze niemieckie wydały postanowienie dotyczące ograniczenia praw Żydów. Ludność ta została zobowiązana do noszenia na odzieży emblematu w formie żółtej gwiazdy, nie miała prawa do przemieszczania się środkami transportu publicznego, uczęszczania do szkół, chodzenia chodnikami. Należący do Żydów majątek podlegał konfiskacie.
Na terytorium kraju władze okupacyjne utworzyły Komisariat Generalny Estonia (niem. Generalbezirk Estland) pod dowództwem Obergruppenführera Karla Lietzmanna. Komisariat ten wchodził w skład Komisariatu Rzeszy Wschód, na czele którego stał Hinrich Lohse. Komisariat Generalny Estonia dzielił się na siedem dystryktów (niem. gebiet), na czele których stali ich komisarze (niem. Gebietskommissar). Powołana została także miejscowa estońska administracja, na której czele stał Hjalmar Mäe.

### Zagłada miejscowej ludności żydowskiej (1941)

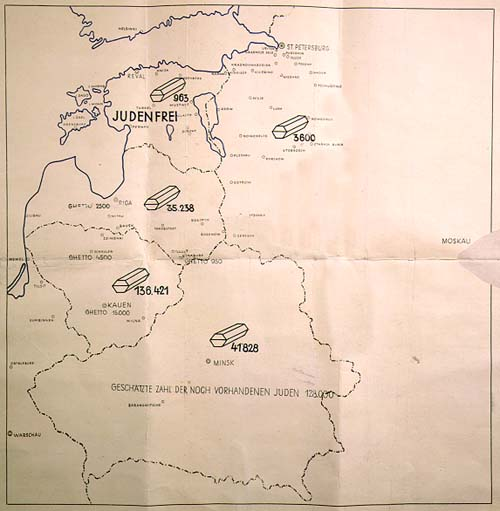
Mapa raportująca liczbę egzekucji przeprowadzonych przez Einsatzgruppe A; Estonia sklasyfikowana została jako teren Judenfrei

Zagładą Żydów mieszkających w estońskich miastach zajmowały się formacje SS, miejscowa policja polityczna, Policja Bezpieczeństwa oraz oddziały estońskiej organizacji zbrojnej Omakaitse. Pododdziały Einsatzgruppen A pojawiły się w Estonii 10 lipca 1941. Już w sierpniu 1941 zgładzeni zostali wszyscy Żydzi, którzy pozostali w Tartu (około 40–50 osób). W Parnawie żydowscy mężczyźni zostali zamordowani jeszcze w pierwszych dniach okupacji, kobiety i dzieci zaś w ciągu kolejnych sześciu tygodni. Następnie rozpoczęła się zagłada Żydów mieszkających w Tallinnie.
10 września 1941 standartenführer SS Martin Sandberger, dowodzący Einsatzkommando 1A, wydał postanowienie, które obowiązek „oczyszczenia” Estonii z Żydów przekazywało pododdziałom Omakaitse. Rozkaz ten został uzgodniony z bezpośrednim zwierzchnikiem Sandbergera, dowódcą Einsatzgruppe A Franzem Stahleckerem. 20 września zakończono ustalanie danych tej grupy Żydów, która mieszkała jeszcze wówczas w Tallinnie.
Zagładzie Żydów w Estonii – w odróżnieniu od Holocaustu na Litwie oraz Łotwie – nie towarzyszyły pogromy ani tworzenie gett. W stosunku do każdego zatrzymanego policja przeprowadzała quasi-śledztwo. Przestępstwem, które popełniali zatrzymani, miała być zaś przynależność do narodu żydowskiego.
W raporcie Einsatzgruppe A z 12 października 1941 stwierdzano, iż w Estonii nie odnotowano demonstracji spontanicznego antysemityzmu, mimo podżegania ze strony Niemców. Zatrzymanych w Tallinnie żydowskich mężczyzn osadzano w więzieniu Patarei vangla, a kobiety i dzieci – w obozie koncentracyjnym w Harku. Ostatecznie wszyscy z nich zostali zgładzeni, a dokładne miejsce kaźni pozostaje nieznane.
Areszty i mordy na estońskich Żydach do czasu rozkazu Sandbergera przeprowadzane były jako element ogólnego etnicznego oczyszczania na tyłach frontu, dokonywanego na rozkaz władz niemieckich od razu po przejęciu terytorium przez armię nazistowską. Egzekucje przeprowadzane były przez estońskich kolaborantów pod nadzorem Niemców. W okresie tym zostali aresztowani i rozstrzelani przede wszystkim żydowscy mężczyźni. Do momentu publikacji rozkazu Sandbergera zamordowano już większość Żydów, którzy zdecydowali się na pozostanie w Tartu i Parnawie. Istnieją rozbieżności co do liczby zamordowanych Żydów z Tallinna. Meelis Maripuu przypuszcza, iż około 100 Żydów z Tartu, którzy na początku wojny znaleźli się w Tallinnie, zostało określonych w niemieckich danych jako Żydzi tallińscy.
Przygotowanie do egzekucji Maripuu opisuje na przykładzie tallińskiego więzienia w następujący sposób. Policja Bezpieczeństwa przekazywała do miejsca przetrzymywania dokumenty o wydanych wyrokach śmierci, w przeddzień egzekucji naczelnik więzienia bądź jego zastępca przekazywał spisy dyżurnemu zastępcy naczelnika straży, a ten przenosił skazanych do cel śmierci. Rankiem specjalny oddział policji politycznej, w towarzystwie przedstawicieli policji bezpieczeństwa, odbierał aresztowanych, których rozbierano do bielizny, krępowano ręce za plecami i związywano razem po 10–15 osób. Po sprawdzeniu spisów speckommando wywoziło ciężarówkami skazanych na śmierć, kierując się za miasto, gdzie więźniowie byli rozstrzeliwani. Dwie trzecie Żydów z Tallinna zostało zamordowanych już do 6 października 1941.
15 października 1941 w raporcie z akcji Einsatzgruppen A stwierdzano:

Areszt wszystkich Żydów płci męskiej w wieku co najmniej 16 lat został prawie zakończony. Wszyscy oni zostali zlikwidowani przez estońskie siły samoobrony pod dowództwem Sonderkommando 1a. Wyjątek zrobiono tylko dla lekarzy i członków judenratu, którzy zostali odebrani przez sonderkommando.

Kluczową rolę w zagładzie miejscowych Żydów odegrała niemiecka Policja Bezpieczeństwa oraz estońska policja polityczna. Rozkazy aresztowania wydawał Sandberger bądź jego zastępcy. Formalne śledztwo przeprowadzała policja polityczna. Ona też wydawała wyroki. Meelis Maripuu podkreśla jednak, iż treść wyroku była już wcześniej określona i podlegała kontroli niemieckiej policji bezpieczeństwa. Wśród Estończyków zamieszanych w masowe egzekucje Maripuu wymienia naczelnika policji politycznej Rolanda Lepika, rozstrzelanego przez samych Niemców w 1941. Oprócz Lepika masowe egzekucje w Tartu organizowali także oficer do spraw zadań specjalnych Aleksander Koolmeister oraz oberfeldwebel niemieckiej komendantury polowej Fritz Giessen. W Parnawie sprawami tymi zajmowali się tym kapitanowie Villem Raid oraz Arkadi Valdin, natomiast w tallińskim więzieniu – współpracownik policji politycznej Ervin Viks.
Do końca 1942 praktycznie wszyscy pozostający na okupowanym terytorium Żydzi zostali zgładzeni. 31 stycznia 1942 naczelnik policji bezpieczeństwa skierował do Berlina meldunek, w którym stwierdzano, iż „Estonia jest już w całości oczyszczona z Żydów”. W ten sposób Estonia stała się pierwszym państwem w Europie, w którym w pełni zrealizowano „ostateczne rozwiązanie kwestii żydowskiej”, a sama Estonia została ogłoszona jako teren Judenfrei.
Według różnych danych ogółem zamordowano od 921 do 963 estońskich Żydów. Wojnę na terytorium Estonii przeżyło nie więcej niż 12 osób żydowskiego pochodzenia.

### Zagłada na terenie Estonii Żydów z innych państw (1942–1943)

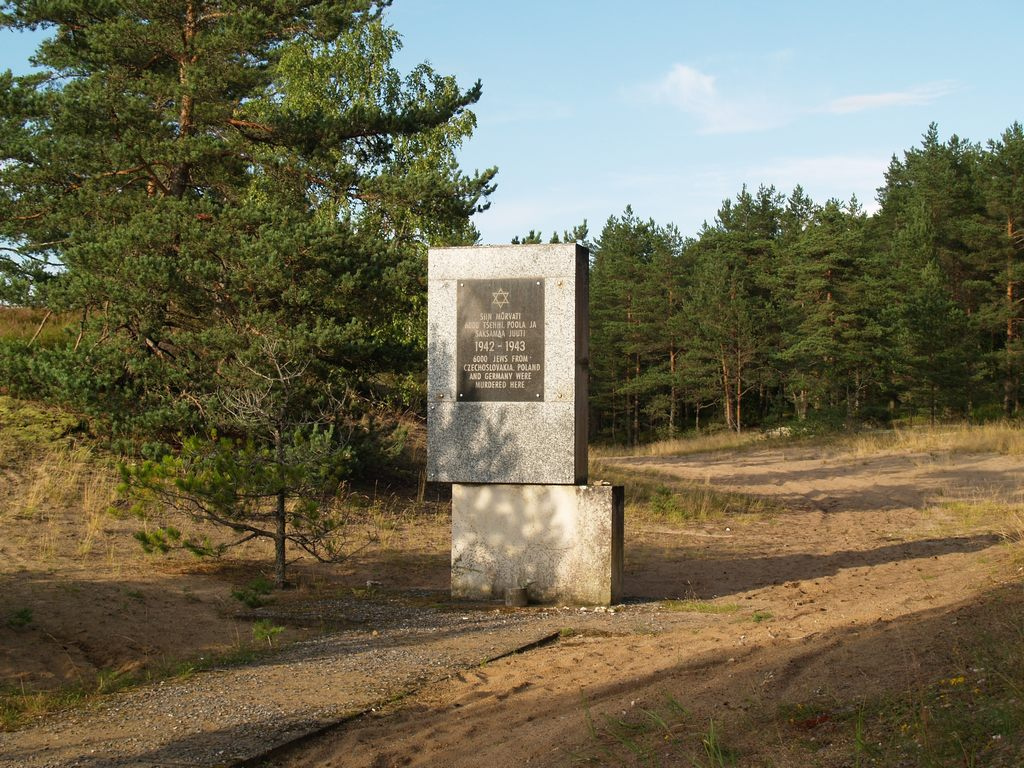
Tablica pamiątkowa w miejscu egzekucji w Kalevi-Liiva

Po konferencji w Wannsee w styczniu 1942, na której zatwierdzono program likwidacji społeczności żydowskiej w Europie, w estońskiej policji politycznej został na wzór gestapo stworzony specjalny oddział B IV pod dowództwem Juliusa Ennoka. W celu zgładzenia Żydów z innych państw na terenie Estonii powstało około 20 obozów koncentracyjnych, spośród których największym był Konzentrationslager Klooga.
Po „rozwiązaniu kwestii żydowskiej” w Estonii oddziały estońskiej policji brały udział w likwidacji Żydów zwożonych do Estonii z różnych państw Europy, przede wszystkim z Czech. Na przykład 5 września 1942 do miasteczka Raasiku przybył transport z tysiącem Żydów z Theresienstadt. W kolejnym transporcie znajdowali się Żydzi z Niemiec.
Do 3 tys. Żydów, których nie wyselekcjonowano do prac przymusowych, wywieziono do Kalevi-Liiva i tam rozstrzelano. Zdolni do pracy zostali skierowani na roboty do obozu koncentracyjnego Jägala, komendantem którego był Estończyk Aleksander Laak. Oprócz Żydów czeskich w Kalevi-Liiva dokonywano również egzekucji Żydów niemieckich oraz pochodzących z innych państw, Romów oraz jeńców radzieckich. W miejscu tym zlikwidowani byli w późniejszym czasie również więźniowie obozu Jägala.
Miejsce egzekucji, których zaprzestano tu wiosną 1943, zostało przez nazistów zamaskowane: okolica została zrównana i zasadzono tam las. Masowe groby odnaleziono przypadkowo dopiero w 1961. Ogólnie rozstrzelano tu od 3 do 6 tys. osób.

### Wyniszczenie przez pracę i zagłada Żydów w obozach na północnym wschodzie Estonii (1943–1944)
16 marca 1943 Hermann Göring wydał tajne zarządzenie dotyczące odnowy przemysłu łupkowego w Estonii. W jego wyniku zwożeni do Estonii Żydzi masowo wykorzystywani byli w robotach przymusowych w niemieckich nazistowskich obozach systemu KL Vaivara na północnym wschodzie Estonii. Jedną z filii tego systemu był obóz Klooga w pobliżu Tallinna. Tworzeniem kompleksu obozowego Vaivara dowodzili niemieccy oficerowie Hans Aumeier, Otto Brennais oraz Franz von Bodman.
Z informacji zgromadzonych przez historyka Antona Weissa-Wendta wynika, że znajdujące się na terenie Estonii obozy pracy przymusowej odegrały ważną rolę gospodarczą i miały kluczowe znaczenie w zapewnieniu Niemcom dostaw syntetycznej nafty, wydobywanej z łupków bitumicznych na północnym wschodzie Estonii.
Do pracy przymusowej w obozach Klooga oraz Vaivara skierowano w latach 1943–1944 około 10 tysięcy Żydów z Łotwy, Litwy i Polski. Z tej liczby zmarło bądź zostało później zgładzonych od 5 do 6 tysięcy osób. Od 19 do 23 września 1944 w KL Klooga trwały masowe mordy więźniów, Weiss-Wendt obliczył, iż zgładzono wówczas 1634 Żydów oraz 150 radzieckich jeńców. Obozy chronione były przez 300 funkcjonariuszy z 287. oraz 290. estońskiego batalionu policyjnego. Wszystkimi pozostałymi zagadnieniami, związanymi z funkcjonowaniem obozów, zajmowali się Niemcy.
Ostatnia duża grupa Żydów zwieziona została do Estonii w ramach tak zwanego „Konwoju 73”. W maju 1944 878 francuskich Żydów z obozu koncentracyjnego w Drancy zostało przewiezionych na teren państw bałtyckich. Z grupy tej około 300 osób osadzono w Patarei vangla w Tallinnie. Spośród nich przeżyło zaledwie około 20 osób, skierowanych do obozu Lasnamäe. Reszta została zgładzona.
Operacja bałtycka armii radzieckiej w sierpniu 1944 doprowadziła do decyzji o wywiezieniu pozostałych przy życiu Żydów z obozów w Estonii do KL Stutthof. Po przerwaniu frontu przez Armię Czerwoną większość z pozostałych w Estonii Żydów została zgładzona.

## Zagłada Romów
Prócz rozprawy z ludnością żydowską nazistowska polityka rasowa przewidywała także eksterminację Cyganów. Początkowo na terenie państw bałtyckich Niemcy dokonywali rozróżnienia między Cyganami wędrownymi a osiadłymi. Cyganie wędrowni podlegali likwidacji jako tak zwane „elementy aspołeczne”. Cyganie osiadli, mający stałe zajęcia, postrzegani byli jako element podejrzany i powinni byli znajdować się pod nadzorem policji. Jednak w 1943 rozpoczęły się areszty oraz zsyłka do obozów również i Cyganów osiadłych.
Nie jest znana dokładna liczba Romów, którzy przebywali w Estonii przed początkiem niemieckiej okupacji. W 1934 grupa ta liczyła 766 osób. Liczebność w czerwcu 1942 oceniana jest na 800–1000 osób. Wiadomo na pewno, iż 243 estońskich Romów zostało zgładzonych pod koniec października 1942. Oprócz nich w Estonii likwidowano również Romów zwiezionych tu z Czechosłowacji. Ogólna liczba Cyganów zgładzonych w czasie Holocaustu w Estonii oceniana jest na 400–1000 osób. Część estońskich Romów przeżyła wojnę.
W 2007 w Kalevi-Liiva odsłonięto pomnik zamordowanych Romów.

## Pomoc estońskim Żydom w czasie II wojny światowej
W Estonii za Sprawiedliwych wśród Narodów Świata uznane zostały trzy osoby. Tytuł został przyznany Uku Masingowi oraz jego żonie. Uku i Eha Masingowie ocalili od śmierci studenta Isidora Levina, który stał się znanym orientalistą i teologiem.
Uku Masing został uznany za Sprawiedliwego w 1966, jego żona zaś w 1996. Za ostatniego z estońskich Sprawiedliwych 3 lipca 2003 uznana została Polina Lencman, która w latach 1942–1944 ratowała od zagłady Żydów na Krymie.
Oprócz tych trzech osób pomocy Żydom w czasie Holocaustu udzielał także szereg innych Estończyków. Elvine Hinsberg za pomoc udzielaną więźniom KL Klooga spędziła dwa lata w obozie pracy.
Większość z ludzi udzielających pomocy Żydom pozostało nieznanymi z imienia ze względu na to, iż systematyczne upamiętnianie takich wydarzeń rozpoczęło się nie od razu po wojnie, lecz dopiero 50 lat po jej zakończeniu, wraz z upadkiem w Estonii władzy radzieckiej. Szereg przypadków pomocy estońskim Żydom opisał Mark Meir Dvorzetsky w książce „Veise necht un shwartze teg”.

## Pamięć o Holokauście

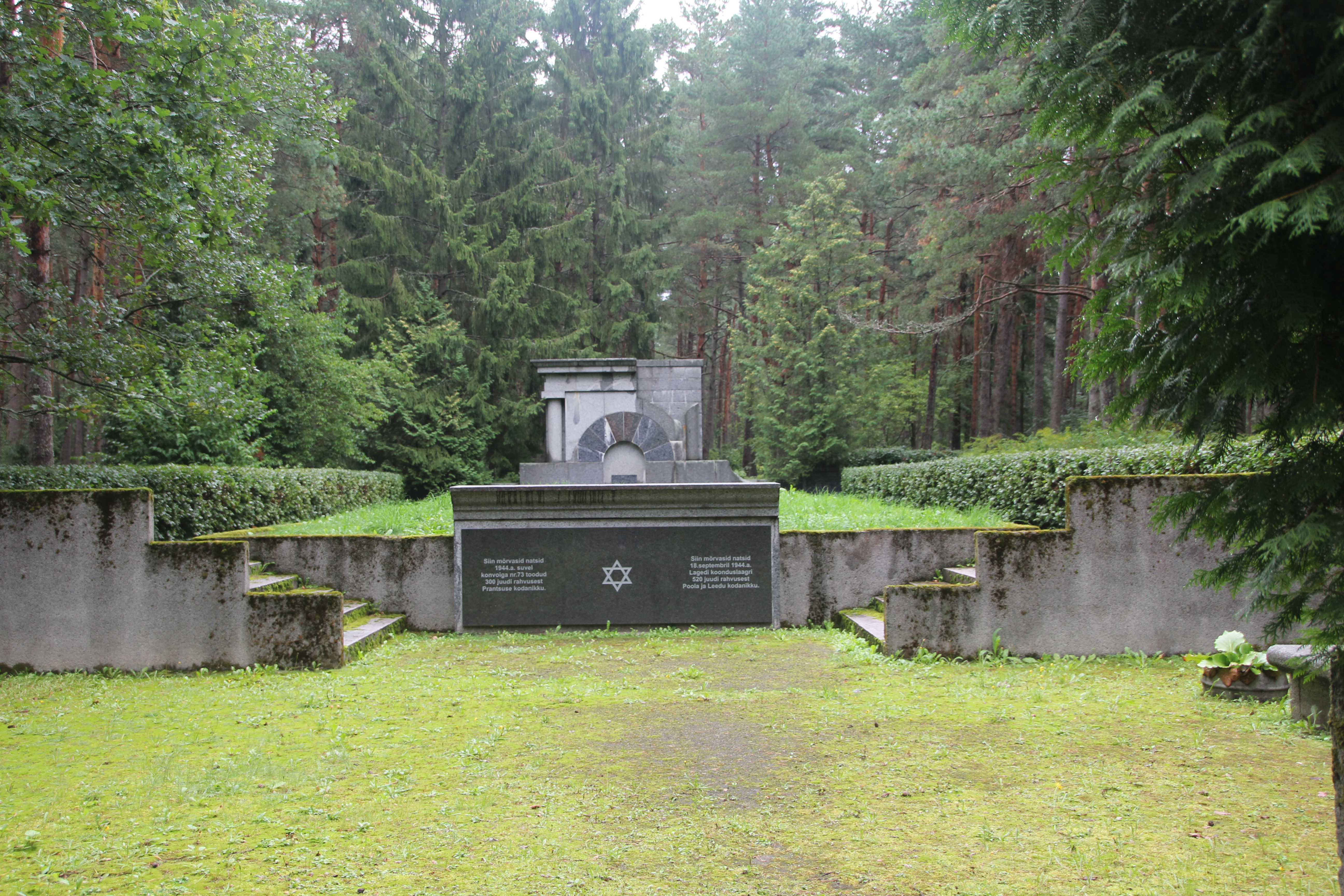
Pomnik na cmentarzu Metsakalmistu w Tallinnie

Od momentu odzyskania niepodległości w Estonii organizowane są przedsięwzięcia związane z upamiętnieniem ofiar Holocaustu.
W 1994 odsłonięto pomnik ofiar faszyzmu w Klooga. W 2001 w tallińskim więzieniu Patarei vangla odsłonięty został symboliczny kamień nagrobny upamiętniający śmierć przetrzymywanych tu Żydów. W 2002 w Tartu odsłonięto pomnik ofiar Holocaustu.
W kraju powstał szereg tablic pamiątkowych poświęconych tym wydarzeniom, m.in. w takich miejscowościach, jak Aseri, Ereda, Kiviõli, Kohtla-Nõmme czy cmentarz Metsakalmistu. W projekt upamiętniania miejsc kaźni Żydów specjalnymi tablicami zaangażowane są U.S. Commission for Preservation of America’s Heritage Abroad oraz Ministerstwo Kultury Estonii.
W październiku 2009 w Parnawie odsłonięto pomnik żydowskich dzieci – ofiar Holocaustu, rozstrzelanych przez nazistów jesienią 1941.
5 grudnia 2007 Estonia stała się 25. członkiem Grupy Roboczej do Międzynarodowej Współpracy w Dziedzinie Edukacji, Pamięci i Badań nad Holocaustem (obecnie pod nazwą International Holocaust Remembrance Alliance).